# Милан Нералић
Милан Нералић (Слуњ, 26. фебруар 1875 — Винер Нојштат, 17. фебруар 1918) био је мечевалац. Нералић је учествовао на другим Олимпијским играма 1900. у Паризу. Први је Хрват освајач олимпијске медаље.

## Биографија
Рођен у хрватској породици, после завршене основне и учитељске школе у Слуњу 1892, служио је војску у Карловцу, одакле је 1895. послат у Винер Нојштат на Институт за војне учитеље мачевања. Ту је 1898. постао војни учитељ мачевања прве класе.
Као мачевлац с успехом је наступао на многим академијама и турнирима у Аустроугарској, Немачкој, Италији и Француској и био вишеструки победник. Нералић је био први спортиста који је са територије данашње Хрватске освојио прву олимпијску медаљу на Олимпијским играма 1900. у Паризу. Медаљу је освојио у дисциплини сабља за професионалне тренере мачевања.
Године 1908.—1914. подучавао је мачевање у Берлину, а 1914—1917. мачевање и скијање у Винер Нојштату и Бечу. Из његове школе потекао је већи број учитеља мачевања који су после 1918. деловали у Југославији.

## Дела
- Anleitung zum Degenfechten [Увод у спортско мачевање] (на језику: немачки). са̂м аутор. 1914.